# Интерактивный атлас исчезающих языков мира ЮНЕСКО
«Интерактивный атлас исчезающих языков мира ЮНЕСКО» (англ. UNESCO Interactive Atlas of the World's Languages in Danger) — справочник ЮНЕСКО, цель которого — привлечь внимание законодателей, языковых сообществ и широкой общественности к языкам, находящимся под угрозой исчезновения и необходимости защиты глобального языкового разнообразия. Также выступает в качестве инструмента мониторинга состояния исчезающих языков и языкового разнообразия в мире.

## История
Впервые был опубликован в 1996 году в печатном виде под названием «Атлас языков мира, находящихся под угрозой исчезновения». Первое издание включало 12 страниц карт. Второе издание 2001 года содержало данные о 800 языках и имело 14 страниц карт. В 2005 году ЮНЕСКО разработала интерактивную языковую карту Африки с подробным описанием 100 африканских языков, находящихся под угрозой исчезновения, которые были упомянуты в издании 2001 года. В феврале 2009 года была опубликована бесплатная онлайн-версия Атласа, содержавшая данные о 2498 языках (230 из которых исчезли с 1950 года).
Для каждого из языков в атласе указывается название, уровень опасности и страна или страны, в которых на нём говорят. Что касается печатного издания, онлайн-версия предоставляет дополнительную информацию по каждому языку: количество носителей, соответствующие политики и проекты, источники, коды ISO и географические координаты.